# Ailles
Ailles est une ancienne commune française, située dans le département de l'Aisne en région Hauts-de-France. Elle est actuellement intégrée à la commune de Chermizy-Ailles.

## Géographie
La commune avait une superficie de 4,69 km2.

## Toponymie
Le nom du village apparaît pour la première fois en 1224 sous l'appellation latine de Villa que dicitur Aquila. Ce nom évoluera ensuite  en fonction des différents transcripteurs : Aille, Aylle, Parossiam de Saint-Martin d'Aisle en 1669 et enfin l'orthographe actuelle Ailles sur la Carte de Cassini au milieu du XVIIIe siècle.
Ailles est issu de la vieille racine hydronymique *al-, le village doit son nom à la rivière l'Ailette, qui prend sa source à 6 km à l'est, de l’adjectif latin ăquĭla ( ăqua ), « (eau ) d’un brun noirâtre ».

## Histoire

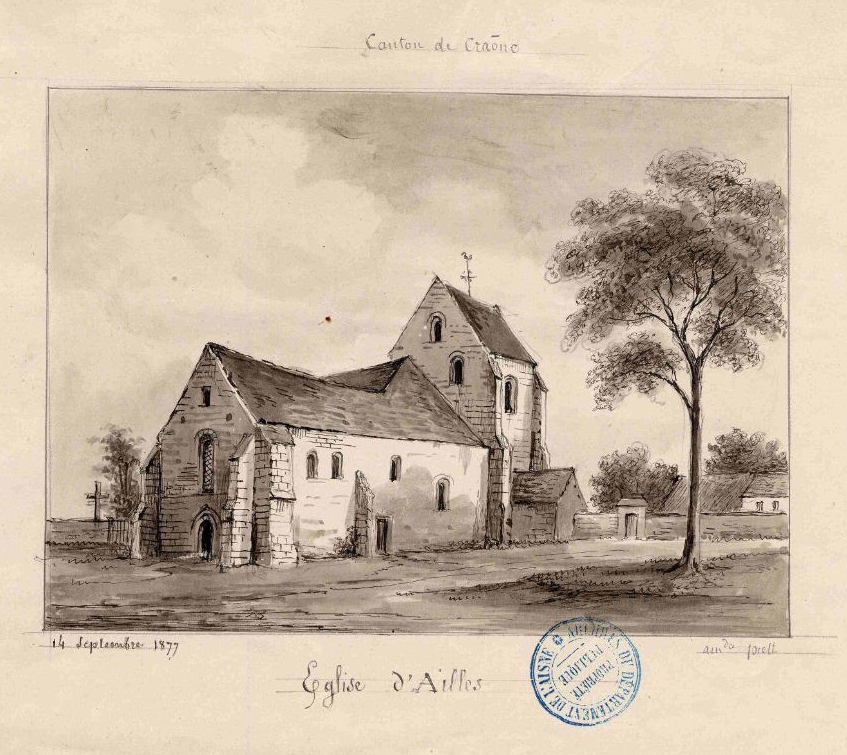
Dessin de l'église d'Ailles par Amédée Piette (1808-1883).

La commune d'Ailles a été créée lors de la Révolution française. Considéré comme détruite lors de la Première Guerre mondiale, le décret du 9 septembre 1923 supprime la commune pour être rattaché à la commune voisine de Chermizy. La nouvelle entité prend le nom de Chermizy-Ailles.

## Administration
Jusqu'à sa suppression en 1923, la commune faisait partie du canton de Craonne dans le département de l'Aisne. Elle appartenait aussi à l'arrondissement de Laon depuis 1801 et au district de Laon entre 1790 et 1795. La liste des maires d'Ailles est :
| Période                                  | Période | Identité                     | Étiquette | Qualité                              |
| ---------------------------------------- | ------- | ---------------------------- | --------- | ------------------------------------ |
| 1807                                     | 1828    | Antoine Joseph Demoury       |           |                                      |
| 1828                                     | 1831    | Nicolas Jacques Bouché       |           | Premier mandat                       |
| 1831                                     | 1848    | Hubert Rémi Frédéric Sendron |           | Premier mandat                       |
| 1848                                     | 1851    | Nicolas Jacques Bouché       |           | Second mandat                        |
| 1851                                     | 1852    | Marc Antoine Sendron         |           | Adjoint faisant fonction             |
| 1852                                     | 1865    | Hubert Rémi Frédéric Sendron |           | Deuxième mandat et décès en fonction |
| 1865                                     | 1866    | Isidore Narcisse Bouché      |           | Adjoint faisant fonction puis maire  |
| 1866                                     | 1890    | Ernest Innocent Bouché       |           |                                      |
| 1890                                     | ?       | Albert Hubert                |           |                                      |
| Les données manquantes sont à compléter. |         |                              |           |                                      |

## Démographie
Jusqu'en 1923, la démographie d'Ailles était :
| 1793 | 1800 | 1806 | 1821 | 1831 | 1836 | 1841 | 1846 | 1851 |
| ---- | ---- | ---- | ---- | ---- | ---- | ---- | ---- | ---- |
| 256  | 243  | 210  | 214  | 253  | 261  | 250  | 244  | 240  |

| 1856 | 1861 | 1866 | 1872 | 1876 | 1881 | 1886 | 1891 | 1896 |
| ---- | ---- | ---- | ---- | ---- | ---- | ---- | ---- | ---- |
| 221  | 221  | 214  | 182  | 177  | 182  | 178  | 172  | 165  |

| 1901 | 1906 | 1911 | 1921 | - | - | - | - | - |
| ---- | ---- | ---- | ---- | - | - | - | - | - |
| 147  | 138  | 118  | 0    | - | - | - | - | - |